# Nejlepší trojka (KHL)
Nejlepší trojka je ocenění pro útok euroasijské ligy KHL, který dohromady vstřelil nejvíce branek. Mezi roky 1992 a 2008 bylo ocenění udělováno v ruské Superlize a mezi roky 1971 a 1991 v sovětské nejvyšší lize. Název podle Alexeje Čerepanova, který zahynul během zápasu KChL v roce 2008, nese od roku 2009.

## Držitelé
| Sezóna                         | Hráči | Tým                        | Branky |
| ------------------------------ | --- | -------------------------- | ------ |
| Sovětská liga ledního hokeje   | |                            |        |
| 1969/1970                      | Valerij Charlamov – Boris Michajlov – Vladimir Petrov                                                     | CSKA Moskva                | 124    |
| 1970/1971                      | Valerij Charlamov – Boris Michajlov – Vladimir Petrov                                                     | CSKA Moskva                | 88     |
| 1971/1972                      | Valerij Charlamov – Anatolij Firsov – Władimir Wikułow                                                    | CSKA Moskva                | 78     |
| 1972/1973                      | Alexandr Jakušev – Aleksandr Martyniuk – Władimir Szadrin                                                 | Spartak Moskva             | 72     |
| 1973/1974                      | Wiaczesław Anisin – Alexandr Bodunov – Jurij Lebeděv                                                      | Křídla Sovětů Moskva       | 64     |
| 1974/1975                      | Valerij Charlamov – Boris Michajlov – Vladimir Petrov                                                     | CSKA Moskva                | 60     |
| 1975/1976                      | Alexandr Jakušev – Władimir Szadrin – Viktor Šalimov                                                      | Spartak Moskva             | 76     |
| 1976/1977                      | Aleksandr Golikow – Alexandr Malcev – Piotr Prirodin                                                      | Dynamo Moskva              | 77     |
| 1977/1978                      | Valerij Charlamov – Boris Michajlov – Vladimir Petrov                                                     | CSKA Moskva                | 78     |
| 1978/1979                      | Aleksandr Golikow – Władimir Golikow – Piotr Prirodin                                                     | Dynamo Moskva              | 82     |
| 1979/1980                      | Valerij Charlamov – Vladimir Krutov – Boris Michajlov Boris Alexandrov – Arkadij Rudakow – Viktor Šalimov | CSKA Moskva Spartak Moskva | 73     |
| 1980/1981                      | Vladimir Krutov – Sergej Makarov – Wiktor Żłuktow                                                         | CSKA Moskva                | 96     |
| 1981/1982                      | Vladimir Krutov – Igor Larionov – Sergej Makarov                                                          | CSKA Moskva                | 100    |
| 1982/1983                      | Vladimir Krutov – Igor Larionov – Sergej Makarov                                                          | CSKA Moskva                | 77     |
| 1983/1984                      | Vladimir Krutov – Igor Larionov – Sergej Makarov                                                          | CSKA Moskva                | 88     |
| 1984/1985                      | Vladimir Krutov – Igor Larionov – Sergej Makarov                                                          | CSKA Moskva                | 67     |
| 1985/1986                      | Vladimir Krutov – Igor Larionov – Sergej Makarov                                                          | CSKA Moskva                | 82     |
| 1986/1987                      | Vladimir Krutov – Igor Larionov – Sergej Makarov                                                          | CSKA Moskva                | 67     |
| 1987/1988                      | Vjačeslav Bykov – Andrej Chomutov – Valerij Kamenskij                                                     | CSKA Moskva                | 72     |
| 1988/1989                      | Vladimir Krutov – Igor Larionov – Sergej Makarov                                                          | CSKA Moskva                | 56     |
| 1989/1990                      | Vjačeslav Bykov – Andrej Chomutov – Valerij Kamenskij                                                     | CSKA Moskva                | 61     |
| 1990/1991                      | Vjačeslav Bucajev – Pavel Bure – Valerij Kamenskij                                                        | CSKA Moskva                | 69     |
| Ruská superliga ledního hokeje | |                            |        |
| 1991/1992                      | Igor Czibiriew – Oleg Pietrow – Siergiej Wostrikow                                                        | CSKA Moskva                | 53     |
| 1992/1993                      | Aleksandr Barkow – Aleksandr Sieliwanow – Aleksiej Tkaczuk                                                | Spartak Moskva             | 59     |
| 1993/1994                      | Dmitrij Dienisow – Rail Muftijew – Borys Timofiejew                                                       | Salavat Julajev Ufa        | 69     |
| 1994/1995                      | Aleksandr Korieszkow – Jewgienij Korieszkow – Konstantin Szafranow                                        | Metallurg Magnitogorsk     | 86     |
| 1995/1996                      | Anatolij Jemielin – Dienis Metluk – Iwan Swincycki                                                        | HK Lada Toljatti           | 56     |
| 1996/1997                      | Siergiej Gomolako – Andriej Kudinow – Igor Waricki                                                        | Metallurg Magnitogorsk     | 42     |
| 1997/1998                      | Wiaczesław Bezukładinkow – Andriej Tarasienko – Jurij Złow                                                | HK Lada Toljatti           | 55     |
| 1998/1999                      | Rawil Gusmanow – Aleksandr Korieszkow – Jewgienij Korieszkow                                              | Metallurg Magnitogorsk     | 62     |
| 1999/2000                      | Rawil Jakubow – Maxim Sušinskij – Dmitrij Zatonski                                                        | Avangard Omsk              | 53     |
| 2000/2001                      | Aleksandr Korieszkow – Jewgienij Korieszkow – Jurij Kuzniecow                                             | Metallurg Magnitogorsk     | 66     |
| 2001/2002                      | Aleksandr Prokopjew – Maxim Sušinskij – Dmitrij Zatonski                                                  | Avangard Omsk              | 56     |
| 2002/2003                      | Pavel Patera – Martin Procházka – Tomáš Vlasák                                                            | Avangard Omsk              | 46     |
| 2003/2004                      | Aleksandr Prokopjew – Maxim Sušinskij – Dmitrij Zatonski                                                  | Avangard Omsk              | 62     |
| 2004/2005                      | Aleksandr Prokopjew – Maxim Sušinskij – Dmitrij Zatonski                                                  | Avangard Omsk              | 43     |
| 2005/2006                      | Alexej Morozov – Danis Zaripov – Siergiej Zinowjew                                                        | Ak Bars Kazaň              | 48     |
| 2006/2007                      | Alexej Morozov – Danis Zaripov – Siergiej Zinowjew                                                        | Ak Bars Kazaň              | 73     |
| 2007/2008                      | Albiert Leszczow – Sergej Mozjakin – Nikołaj Pronin                                                       | Chimik Mytišči             | 49     |
| Kontinentální hokejová liga    | |                            |        |
| 2008/2009                      | Danis Zaripov – Tony Mårtensson – Alexej Morozov                                                          | Ak Bars Kazaň              | 55     |
| 2009/2010                      | Petr Čajánek – Alexej Jašin – Maxim Sušinskij                                                             | SKA Petrohrad              | 50     |
| 2010/2011                      | Matt Ellison – Charles Linglet – Ryan Vesce                                                               | Torpedo Nižnij Novgorod    | 58     |
| 2011/2012                      | Niko Kapanen – Alexej Morozov – Danis Zaripov                                                             | Ak Bars Kazaň              | 46     |
| 2012/2013                      | Nikołaj Kulomin – Jevgenij Malkin – Sergej Mozjakin                                                       | Metallurg Magnitogorsk     | 40     |
| 2013/2014                      | Sergej Mozjakin – Danis Zaripov – Jan Kovář                                                               | Metallurg Magnitogorsk     | 71     |
| 2014/2015                      | Nigel Dawes – Dustin Boyd – Brandon Bochenski                                                             | Barys Astana               | 62     |
| 2015/2016                      | Nigel Dawes – Dustin Boyd – Brandon Bochenski                                                             | Barys Astana               | 50     |
| 2016/2017                      | Vadim Šipačov – Jevgenij Dadonov – Nikita Gusev                                                           | SKA Petrohrad              | 69     |
| 2017/2018                      | Joonas Kemppainen – Linus Omark – Teemu Hartikainen                                                       | Salavat Julajev Ufa        | 42     |
| 2018/2019                      | André Petersson – Dmitrij Jaškin – Vadim Šipačov                                                          | Dynamo Moskva              | 34     |
| 2020/2021                      | Markus Granlund – Teemu Hartikainen – Sakari Manninen                                                     | Salavat Julajev Ufa        | 63     |